# 哈夫隆格
哈夫隆格（Haflong），是印度阿萨姆邦底馬哈撒縣的一个城镇和行政中心。总人口35906（2001年）。

## 人口
该地2001年总人口35906人，其中男性19651人，女性16255人；0—6岁人口4156人，其中男2093人，女2063人；识字率80.35%，其中男性为85.07%，女性为74.65%。